# Distritos de Portugal

Distritos administrativos de Portugal. De notar que na imagem as regiões dos Açores e da Madeira não estão dividas em distritos.

Os distritos administrativos e distritos judiciais constituem uma divisão administrativa e divisão judicial de Portugal. Os distritos administrativos, criados em 1835, constituem uma divisão administrativa de Portugal Continental, estando subdivididos em municípios (ou concelhos), e por sua vez subdivididos em freguesias. Os distritos judiciais são uma divisão judicial do território nacional, encontrando-se subdivididos em 23 comarcas. Cada distrito judicial dispõe de um Tribunal da Relação (com exceção do distrito judicial do Porto, que contém duas relações: Porto e Guimarães) e uma Procuradoria-Geral Distrital.       
Em 2011, o XIX Governo Constitucional, através de um ato legislativo, não renovou as posições dos governadores civis, distribuindo as respetivas competências pelo Ministério da Administração Interna, câmaras municipais, PSP e GNR. Apesar de esvaziados de competências, os distritos permanecem como a única divisão constitucional do território continental. De acordo com o artigo 291.º da Constituição (i) enquanto as regiões administrativas não estiverem concretamente instituídas (regionalização), subsistirá a divisão distrital, (ii) havendo em cada distrito, em termos a definir por lei, uma assembleia deliberativa, composta por representantes dos municípios, (iii) competindo ao governador civil, assistido por um conselho, representar o Governo e exercer os poderes de tutela na área do distrito. A não recondução dos governadores civis em 2011 é apontada pela doutrina jurídica portuguesa como um ato inconstitucional.[carece de fontes?]
Os 18 distritos correspondem à divisão administrativa do território continental português sendo a única divisão identitária regional, onde parte da organização do Estado continua vinculada, desde logo ao nível do recenseamento eleitoral e militar, ou serviços da administração pública como os serviços sociais, justiça, defesa, segurança, proteção civil ou áreas dos privados como exemplo da atividade bancária. 

## História
Em Portugal um distrito administrativo ou, simplesmente, distrito, é um território e uma divisão administrativa com um nível autárquico regional, ou supramunicipal, desde 1835. Até então o país estava dividido em províncias que se subdividiam em comarcas. A Lei de 25 de Abril de 1835 suprimiu o modelo das províncias criando os 17 distritos no continente (atualmente 18, pela segregação do distrito de Lisboa em 2 distritos distintos: o de Lisboa e o de Setúbal) e 4 nas ilhas adjacentes. O distrito é constituído por municípios e é liderado por um Administrador-geral, passando em 1840 a designar-se como Governador Civil. O Governo Civil, é o órgão da administração pública que representa administrativamente o Governo da República no distrito. O governo civil é dirigido por um magistrado administrativo, designado governador que é nomeado pelo Conselho de Ministros. As suas funções são diversas e estão ao nível do registo civil, segurança pública, proteção civil, com especial relevo na gestão dos processos eleitorais e na representação diplomática do território distrital.
Para além do distrito administrativo existe ainda o distrito judicial, com o mesmo território, onde estão organizadas as divisões judiciárias do país.
O distrito em Portugal não é o sucessor das tradicionais províncias de Portugal (que tinham um recorte administrativo muito mais abrangente e distinto), mas é uma das divisões principais da organização administrativa do estado moderno. O modelo distrital não sofreu praticamente alterações desde da sua criação, registando-se apenas, e ainda no ano de 1835, a mudança de sede do distrito de Viseu e a criação do novo distrito de Setúbal em 1926. Como acontece nas áreas metropolitanas em todo o mundo, tanto Lisboa como o Porto foram agregando à sua área de influência várias cidades ao seu redor, com impacto direto nas áreas dos transporte e segurança, não tendo no entanto qualquer expressão enquanto grandes áreas metropolitanas dada a dimensão do país.
Com o processo de autonomia administrativa das ilhas, os quatro distritos insulares, três no arquipélago dos Açores (Angra, Horta e Ponta Delgada) e um no da Madeira (Funchal), foram suprimidos na Constituição de 1976 onde se estabelecem os respetivos estatutos político-administrativos dos Açores e da Madeira.
A Constituição de 1976 prevê também a criação de eventuais regiões administrativas no território continental com a manutenção dos distritos até estes serem absorvidos na concretização das regiões. De acordo com a CRP, no seu Artigo 291.º :
1. Enquanto as regiões administrativas não estiverem concretamente instituídas, subsistirá a divisão distrital no espaço por elas não abrangido.
2. Haverá em cada distrito, em termos a definir por lei, uma assembleia deliberativa, composta por representantes dos municípios.
3. Compete ao governador civil, assistido por um conselho, representar o Governo e exercer os poderes de tutela na área do distrito.

A partir da Constituição de 1976 têm surgido modelos administrativos que ambicionam uma descentralização do país e a criação de regiões administrativas, sem que algum tenha vingado ou substituído o modelo tradicional. Desde 1976 tem havido uma aparente tentativa de esvaziar os distritos de poder culminando, em 2011, com a não nomeação dos novos Governadores Civis no governo de Pedro Passos Coelho[1]. Alguns constitucionalistas advogam que a medida só poderia ter sido tomada quando as regiões administrativas estivessem concretizadas, ficando assim criado um vazio legal e inconstitucional. Apesar das várias tentativas para minimizar o papel do distrito, a sociedade evoluiu e ajustou-se nos últimos séculos a partir do modelo de províncias e no sucedâneo modelo distrital, modelo que continua a vigorar.
A divisão administrativa do país, assente no distrito, foi institucionalizada através das infraestruturas que se desenharam e implementaram à volta das capitais, agregando inúmeros serviços ao nível da Saúde, Educação, Justiça, Segurança Social, Forças de Segurança, Economia, favorecendo o crescimento destes centros urbanos regionais, a única expressão identitária a nível regional, apesar de pontualmente existirem alguns municípios preferirem juntar-se ao distrito vizinho onde economicamente conflui, como são exemplos alguns municípios do norte de Aveiro, como é frequente nos territórios conexos aos principais centros urbanos.
No contexto da União Europeia, introduziu-se o modelo europeu para fins estatísticos (NUTs) e  posteriores Comissões de Coordenação e Desenvolvimento Regional (CCDRs) em que nas últimas décadas têm sido apontadas para um eventual modelo de regionalização do país. Segundo o decreto-lei 104/2003, as CCDRs são serviços desconcentrados da administração central dotados de autonomia administrativa e financeira, incumbidos de executar medidas para o desenvolvimento das regiões. Com base neste decreto-lei nasceram cinco regiões no território continental (Norte, Centro, Lisboa, Alentejo, Algarve), um mapa que foi evoluindo sem considerar a divisão dos distritos. 
As NUTs (Nomenclatura das Unidades Territoriais Estatísticas) um padrão de geocódigo para referenciar as subdivisões de países para fins estatísticos, desenvolvido e regulado pela União Europeia e implementado em Portugal nos vários mapas agrícolas existentes no país dada a finalidade da política de reporte estatístico da então Comunidade Europeia.
À excepção de Portugal, todos os países europeus com modelos administrativos assentes no distrito, implementaram as NUTs no respetivo distrito (NUTs II), foi o caso da Alemanha, Bélgica, Bulgária, Dinamarca, Estónia, França (departamentos), Hungria (condados), Lituânia, Reino Unido, Roménia e Suécia; em Portugal seguiu vários mapas locais que serviam essencialmente à agricultura. Este  modelo  das NUTs foi ganhando algumas valências e tem sido apontado como um possível modelo administrativo, sobrepondo-se ao distrito[1]. 
O governo de José Manuel Durão Barroso, com a Lei 10 e 11/2003, desenhou um novo regime baseando em áreas metropolitanas e comunidades urbanas, desde logo com algumas críticas a nível político, modelo que viria a ser readaptado em 2009, pelo governo de José Sócrates, dada a sua inoperacionalidade, como de resto aconteceu a todas as tentativas de criação de novos modelos administrativos fora dos distritos herdeiros da matriz centralizadora napoleónica da administração pública.
A lei 75/2013 de 12 de Setembro, do governo de Pedro Passos Coelho, pretendeu ressuscitar o modelo das NUTs uma vez que continuava inoperacional. A lei 75/2013 pretendeu estabelecer o regime das autarquias locais, aprovando o estatuto das entidades intermunicipais e o regime do associativismo autárquico. Mais uma vez o modelo com base nas NUTs, que deu origem ao associativismo intermunicipal, as comunidades intermunicipais, não produziu quaisquer efeitos práticos.
O governo de António Costa seguiu um modelo da descentralização direta para as autarquias locais (município e freguesia) e, sem reformar o modelo anterior, culmina num complexo modelo administrativo de vários quadrantes sem que nenhum se tenha institucionalizado nem criado nenhum modelo alternativo ao distrito. 
Os distritos administrativos e judiciais existiam também no antigo Ultramar Português.

## Habitantes
| Código | Distrito         | Habitantes em 2024 | Variação de 2023 | Área em km2 | Densidade |
| ------ | ---------------- | ------------------ | ---------------- | ----------- | --------- |
| A      | Açores           | 241 718            | 0,29 %           | 2333        | 103       |
| AV     | Aveiro           | 734 762            | 1,28 %           | 2808        | 258       |
| BE     | Beja             | 149 546            | 0.45 %           | 10263       | 14        |
| BR     | Braga            | 867 537            | 0,46 %           | 2673        | 323       |
| BG     | Bragança         | 122 360            | 0,31 %           | 6608        | 18        |
| CB     | Castelo Branco   | 180 889            | 0,71 %           | 6675        | 27        |
| C      | Coimbra          | 423 432            | 1,27 %           | 3947        | 106       |
| E      | Évora            | 153 430            | 0,03 %           | 7393        | 21        |
| FA     | Faro             | 492 747            | 1,78 %           | 4960        | 97        |
| GD     | Guarda           | 142 210            | 0,15 %           | 5518        | 26        |
| LE     | Leiria           | 486 583            | 1,53 %           | 3515        | 136       |
| L      | Lisboa           | 2 390 715          | 1,48 %           | 2761        | 853       |
| M      | Madeira          | 259 440            | 1,10 %           | 801         | 320       |
| PT     | Portalegre       | 103 566            | 0,49 %           | 6065        | 17        |
| P      | Porto            | 1 860 255          | 0,76 %           | 2395        | 771       |
| SA     | Santarém         | 446 393            | 1,16 %           | 6747        | 65        |
| SE     | Setúbal          | 916 859            | 1,55 %           | 5064        | 178       |
| VC     | Viana do Castelo | 234 645            | 0,18 %           | 2255        | 104       |
| VR     | Vila Real        | 184 707            | 0,20 %           | 4328        | 43        |
| VI     | Viseu            | 357 841            | 0,71 %           | 5007        | 71        |
|        | Portugal         | 10 749 635         | 1,03 %           | 92116       | 115       |

## Distritos de Portugal

### Lista dos atuais distritos administrativos
1. Distrito de Aveiro
2. Distrito de Beja
3. Distrito de Braga
4. Distrito de Bragança
5. Distrito de Castelo Branco
6. Distrito de Coimbra
7. Distrito de Évora
8. Distrito de Faro
9. Distrito da Guarda
10. Distrito de Leiria
11. Distrito de Lisboa
12. Distrito de Portalegre
13. Distrito do Porto
14. Distrito de Santarém
15. Distrito de Setúbal
16. Distrito de Viana do Castelo
17. Distrito de Vila Real
18. Distrito de Viseu

### Lista dos distritos administrativos extintos
1. Distrito de Angra do Heroísmo
2. Distrito do Funchal
3. Distrito da Horta
4. Distrito de Lamego
5. Distrito de Ponta Delgada

### Lista dos atuais distritos judiciais
1. Distrito judicial de Coimbra
2. Distrito judicial de Évora
3. Distrito judicial de Lisboa
4. Distrito judicial do Porto

### Lista dos distritos judiciais extintos
1. Distrito judicial dos Açores

## Distritos do antigo Ultramar Português
Os territórios ultramarinos portugueses de Angola, Moçambique e Índia estavam divididos em distritos administrativos, cada um com um governador de distrito, subordinado ao governador-geral do território.
Além disso, o Ultramar Português estava dividido em três grandes distritos judiciais, com sede em Luanda, Lourenço Marques e Goa. O distrito judicial de Luanda incluía Angola e São Tomé e Príncipe. O de Lourenço Marques incluía Moçambique. O de Goa incluía a Índia Portuguesa, Macau e Timor Português. Cabo Verde e a Guiné Portuguesa estavam integradas no distrito judicial de Lisboa.

### Lista dos antigos distritos administrativos de Angola
1. Distrito de Bengo
2. Distrito de Benguela
3. Distrito do Bié
4. Distrito de Cabinda
5. Distrito do Cuando-Cubango
6. Distrito do Cuanza-Norte
7. Distrito do Cuanza-Sul
8. Distrito do Cunene
9. Distrito do Huambo
10. Distrito da Huíla
11. Distrito de Luanda
12. Distrito da Lunda
13. Distrito de Malanje
14. Distrito do Moxico
15. Distrito de Moçâmedes
16. Distrito do Uíge
17. Distrito do Zaire

### Lista dos antigos distritos administrativos de Moçambique
1. Distrito do Niassa
2. Distrito de Cabo Delgado
3. Distrito de Nampula
4. Distrito da Zambézia
5. Distrito de Tete
6. Distrito de Manica
7. Distrito de Sofala
8. Distrito de Gaza
9. Distrito de Inhambane
10. Distrito de Lourenço Marques

### Lista dos antigos distritos administrativos do Estado Português da Índia
1. Distrito de Goa, com sede em Pangim
2. Distrito de Damão, com sede em Damão
3. Distrito de Diu, com sede em Diu

### Lista dos antigos distritos judiciais do Ultramar Português
1. Distrito judicial de Luanda
2. Distrito judicial de Lourenço Marques
3. Distrito judicial de Goa